# 유럽 연합 안전 규정
유럽 연합 안전 규정(영어: S-phrases, Safety Phrases)은 유럽 연합 Directive 67/548/EEC에 정의된 규정이다.

## 규정 문구
- (S1): 자물쇠를 채워 보관
- (S2): 아이의 손이 닿지 않는 장소에 보관
- S3: 시원한 곳에 보관
- S4: 거주지에서 멀리 떨어진 곳에 보관
- S5: 제조자가 지정한 방법에 따라 보관해야 하는 액체
- S6: 제조자가 지정한 방법에 따라 보관해야 하는 불활성 가스
- S7: 용기를 밀폐해 보관
- S8: 용기를 건조 상태로 보관
- S9: 용기를 밀폐해, 바람이 잘 통하는 곳에 보관
- S10: 용기를 젖은 상태로 보관
- S11: (개정에 의해 삭제)
- S12: 용기를 밀폐해 보관하면 안 됨
- S13: 식품, 음료, 동물용 먹이로부터 멀리 떨어진 곳에 보관
- S14: 제조자가 지정한 물질로부터 떨어진 곳에 보관
- S15: 열기로부터 멀리 떨어진 곳에 보관
- S16: 발화원으로부터 멀리 떨어진 곳에 보관 - 금연
- S17: 가연성 물질에서 멀리 떨어진 곳에 보관
- S18: 취급 및 용기를 열 때 주의
- S20: 사용 중 취식 금지
- S21: 사용 중 금연
- S22: 먼지 흡입 주의
- S23: 가스/연기/증기/스프레이(제조자가 규정한 물건) 흡입 금지
- S24: 피부와의 접촉을 피한다
- S25: 눈과의 접촉을 피한다
- S26: 눈에 들어가면 즉시 다량의 물로 씻겨내고 의사의 진찰을 받는다
- S27: 오염된 옷은 즉시 벗는다
- S28: 피부에 접촉하면 즉시 다량의 물질(제조자가 규정한 물건)로 씻을 것
- S29: 배수로로 물을 흘려보내지 말 것
- S30: 이 제품(산물)에 물을 절대 넣지 말 것
- S33: 정전기에 대한 예방 조치를 강구할 것
- S35: 이 물질과 용기는 안전한 방법으로 폐기할 것
- S36: 적절한 보호의를 착용
- S37: 적절한 장갑을 착용
- S38: 환기가 잘 되지 않는 경우 적절한 호흡 기구 착용
- S39: 안면 보호대 착용
- S40: 바닥과 해당 물질로 오염된 것 모든 물건을 청소하려면(제조자가 규정한 물건)를 사용
- S41: 화재나 폭발이 일어나면 발생 기체를 흡입하지 말 것
- S42: 가스가 새고 있을 때 방독면(제조자가 규정한 물건) 착용
- S43: 화재 발생 시 지정된 종류의 소화기 선별해 사용 (물을 끼얹으면 위험이 커지면 절대로 물을 사용하지 말 것)
- S45: 사고가 일어났을 때나 속이 메스꺼운 경우, 즉시 의사의 진찰을 받을 것 (가능하면 레이블을 보여줄 것)
- S46: 삼켰을 경우 즉시 의사의 진찰을 받을 것 (가능하면 레이블을 보여줄 것)
- S47: 제조자가 지정한 온도로 보관
- S48: 제조자가 지정한 방법으로 보습
- S49: 전용 용기에서 보관
- S50: 제조자가 지정한 것과 혼합하지 말 것
- S51: 잘 환기된 장소에서 사용
- S52: 실내에서의 대량의 사용은 권장하지 않음
- S53: 바깥 공기에 노출되는 것을 피하고 사전에 특수 취급 설명서를 예비할 것
- S56: 이 물질을 버릴 때는 지정된, 또는 정해진 유해 물질 수집소에 가져갈 것
- S57: 환경오염을 막기 위해, 적절한 폐쇄 공간에서 이용할 것
- S59: 복구, 재활용 시에는 제조업자나 판매자에게 정보를 요구할 것
- S60: 이 물질 및 그 용기는 유해 물질로 폐기할 것
- S61: 바깥에 새는 것을 막을 것. 취급 설명서를 읽을 것.
- S63: 흡입했을 경우 신선한 공기의 장소에서 안정을 취할 것.
- S64: 삼켰을 경우 입속을 물로 잘 헹굴 것. (의식이 있는 경우에만)

## 조합
- (S1/2): 자물쇠를 채우고 아이의 손이 닿지 않는 곳에 보관
- S3/7: 밀폐하고 시원한 곳에 보관
- S3/7/9: 밀폐하고 바람이 잘 통하는 시원한 곳에서 보관
- S3/9/14: 밀폐 후 (제조자가 규정한 물질)로부터 멀리 떨어진, 바람이 잘 통하는 시원한 곳에 보관
- S3/9/14/49: 구입 후 용기 안에만 보관하고 (제조자가 규정한 물질)로부터 멀리 떨어진, 바람이 잘 통하는 시원한 곳에 보관
- S3/9/49: 구입 시 용기 안에만 보관하고 바람이 잘 통하는 시원한 곳에 보관
- S3/14 (제조업자가 규정한 물질)로부터 멀리 떨어진 시원한 곳에 보관
- S7/8: 용기를 밀폐해, 건조 상태로 보관
- S7/9: 용기를 밀폐해, 바람이 잘 통하는 장소에 보관
- S7/47: 용기를 밀폐해, 제조자가 규정한 온도를 넘지 않는 곳에 보관
- S20/21: 사용 중 취식 금지
- S24/25: 피부, 눈과의 접촉을 피한다
- S27/28: 피부와 접촉했을 경우, 오염된 옷을 모두 벗고, 대량의 (제조자가 규정한 물건)으로 씻을 것
- S29/35: 배숫로로 물을 흘려보내면 안 되는 이 물질과 용기는 안전한 방법으로 폐기할 것
- S29/56: 배수로에 흘려보내지 말 것. 이 물질과 용기는 유해 물질 수집소에 가져갈 것
- S36/37: 적절한 보호의와 장갑 착용
- S36/37/39: 적절한 보호의와 장갑, 안면 보호대 착용
- S36/39: 적절한 보호의와 안면 보호대 착용
- S37/39: 적절한 장갑과 안면 보호대 착용
- S47/49: 전용 용기에서 (제조자가 규정 온도) 이하에서 보관

## 같이 보기
- 유럽 연합 위험 규정